# استخراج‌شده (فیلم)
استخراج‌شده (انگلیسی: Extracted) که در انگلیس با نام استخراج نیز شناخته می‌شود، یک فیلم علمی تخیلی دلهره‌آور مستقل آمریکایی است که در سال ۲۰۱۲ به کارگردانی و نویسندگی نیر پانیری است. ساشا رویز در این فیلم نقش دانشمندی را بازی می‌کند که هوشیاری او در ذهن یک محکوم (دومنیک بوگارت) که برای یک آزمایش داوطلب شده‌است، گیر می‌کند.